# Teoria VSEPR
La teoria VSEPR (acronimo dall'inglese valence shell electron pair repulsion, cioè "teoria della repulsione tra coppie di elettroni di valenza") si fonda sull'idea che i gruppi di elettroni, definiti come coppie solitarie, legami semplici, legami multipli e anche singoli elettroni, si respingano mediante forze coulombiane. Anche se i gruppi di elettroni sono attratti dal nucleo, la teoria VSEPR si basa sulle repulsioni. Secondo la teoria VSEPR, le repulsioni tra i gruppi di elettroni sugli atomi interni di una molecola determinano la sua geometria. La geometria preferita da una molecola è quella in cui i gruppi di elettroni tendono a disporsi alla massima distanza possibile fra loro (e perciò hanno la minima energia di repulsione). Pertanto, nelle molecole che hanno un solo atomo interno (detto "atomo centrale") la geometria molecolare dipende dal numero di gruppi di elettroni intorno all'atomo centrale e da quanti gruppi di elettroni sono gruppi di legame e quanti sono doppietti solitari.
Tale teoria si basa sull'ipotesi che la distribuzione dei legami attorno ad un atomo dipende dal numero totale di coppie di elettroni che lo circondano, sia quelle che sono coinvolte in legami chimici sia quelle che non sono coinvolte in nessun legame chimico (dette coppie solitarie o "lone pairs"). Tali coppie di elettroni si dispongono nello spazio in modo da minimizzare le forze di repulsione reciproca. Le forze di repulsione tra due coppie di non legame sono più forti rispetto alle forze di repulsione tra una coppia di non legame e coppia di legame, che sono a loro volta più forti delle forze di repulsione tra due coppie di legame.

## Punti principali della teoria
1. Le coppie di elettroni nel guscio di valenza dell'atomo centrale si respingono a vicenda;
2. Queste coppie di elettroni tendono a occupare la posizione più adatta per minimizzare la repulsione, massimizzando quindi lo spazio interposto tra gli elettroni;
3. Il guscio di valenza è considerato come una sfera sulla cui superficie sono localizzati gli elettroni, che manterranno la massima distanza tra loro;
4. Un legame multiplo è considerato come una singola coppia di elettroni, quindi due o tre coppie di elettroni di un legame multiplo si considerano come una super coppia di elettroni;
5. Il modello VSEPR è applicabile quando due o più strutture di risonanza possono rappresentare una molecola.

Si prendono in considerazione tre tipi di repulsione tra gli elettroni di una molecola:
- La repulsione tra coppia solitaria e coppia solitaria (dall'inglese lone pair-lone pair, lp-lp).
- La repulsione tra coppia solitaria e coppia di elettroni di legame (lone pair-bonding pair, lp-bp).
- La repulsione tra coppia di elettroni di legame e coppia di elettroni di legame (bonding pair-bonding pair, bp-bp).

Una molecola deve minimizzare e stabilizzare ogni tipo di repulsione elettronica; quando ciò non è possibile, è preferibile prendere in considerazione una repulsione debole (che causa una lieve deviazione dalla configurazione ideale).
La repulsione tra coppia solitaria e coppia solitaria (lp-lp) è considerata più forte, occupando un volume di spazio maggiore, di quella tra coppia solitaria e coppia di elettroni di legame (lp-bp). A sua volta la repulsione tra coppia di elettroni di legame e coppia di elettroni di legame (bp-bp) è più debole e quindi più stabile della repulsione tra coppia solitaria e coppia solitaria (lp-lp) o tra coppia solitaria e coppia di elettroni di legame (lp-lp) > (lp-bp) > (bp-bp).

## Confronto con altre teorie e sviluppi
La teoria VSEPR è spesso comparata e messa in contrasto con la teoria del legame di valenza (anche se non è considerata come una parte di quest'ultima), che definisce la geometria molecolare tramite l'analisi degli orbitali che sono energeticamente adeguati per intraprendere un legame. La teoria del legame di valenza riguarda la formazione di legami sigma e pi greco.
La teoria degli orbitali molecolari è invece un altro modello che consente di prevedere la disposizione spaziale di atomi ed elettroni che costituiscono molecole e ioni poliatomici.
La teoria VSEPR è stata tuttavia spesso criticata per non avere riscontri quantitativi, anche se strutturalmente accurati per le molecole formate da legami covalenti.
Inoltre sono state sviluppate delle teorie sui campi di forza molecolare basati sulla teoria VSEPR.

## Metodo AXE
Il metodo AXE di conteggio degli elettroni è comunemente usato per l'applicazione della teoria VSEPR. La sigla AXE rappresenta con la lettera A l'atomo centrale e ha sempre come valore sottinteso 1. La X rappresenta quanti legami sigma si formano tra l'atomo centrale e gli atomi ad esso legati. I legami covalenti multipli (doppi, tripli, etc)non contano come un X. Infine la E rappresenta il numero di coppie solitarie di elettroni (alone pair) presenti nel guscio di valenza dell'atomo centrale. La somma di X ed E, definita come numero sterico, è associata anche al numero totale di orbitali ibridati considerati dalla teoria del legame di valenza.
| Numero sterico | Geometria molecolare con 0 coppie solitarie di elettroni | 1 coppia solitaria          | 2 coppie solitarie      | 3 coppie solitarie |
| -------------- | -------------------------------------------------------- | --------------------------- | ----------------------- | ------------------ |
| 2              | Lineare                                                  |                             |                         |                    |
| 3              | Trigonale planare                                        | Angolare                    |                         |                    |
| 4              | Tetraedrica                                              | Piramide trigonale          | Angolare                |                    |
| 5              | Trigonale bipiramidale                                   | Ad altalena (Seesaw)        | A forma di T (T-shaped) | Lineare            |
| 6              | Ottaedrica                                               | Piramide a base quadrata    | Planare quadrata        |                    |
| 7              | Bipiramide a base pentagonale                            | Piramide a base pentagonale | Pentagonale             |                    |

| Tipo di molecola | Forma                         | disposizione degli elettroni† | Geometria‡ | Esempi                   |
| ---------------- | ----------------------------- | ----------------------------- | ---------- | ------------------------ |
| AX1En            | Diatomica                     |                               |            | HF, O2                   |
| AX2E0            | Lineare                       |                               |            | BeCl2, HgCl2, CO2        |
| AX2E1            | Angolare                      |                               |            | NO2−, SO2, O3            |
| AX2E2            | Angolare                      |                               |            | H2O, OF2                 |
| AX2E3            | Lineare                       |                               |            | XeF2, I3−                |
| AX3E0            | Trigonale planare             |                               |            | BF3, CO32−, NO3−, SO3    |
| AX3E1            | Piramide trigonale            |                               |            | NH3, PCl3                |
| AX3E2            | a forma di T                  |                               |            | ClF3, BrF3               |
| AX4E0            | Tetraedrica                   |                               |            | CH4, PO43−, SO42−, ClO4− |
| AX4E1            | Ad altalena (Seesaw)          |                               |            | SF4                      |
| AX4E2            | Quadrato (piana)              |                               |            | XeF4                     |
| AX5E0            | Bipiramidale trigonale        |                               |            | PCl5                     |
| AX5E1            | Piramide a base quadrata      |                               |            | ClF5, BrF5               |
| AX5E2            | Pentagonale                   |                               |            | XeF5-                    |
| AX6E0            | Ottaedrica                    |                               |            | SF6                      |
| AX6E1            | Piramide a base pentagonale   |                               |            | XeOF5-                   |
| AX7E0            | Bipiramide a base pentagonale |                               |            | IF7                      |

## Esempi
La molecola del biossido di carbonio (CO2) si disporrà nello spazio in modo lineare (omettendo le 4 coppie di elettroni di non legame) avendo gli ossigeni alle estremità ottenendo così la maggior distanza possibile tra i due doppi legami C=O (e quindi la minor repulsione tra essi) con un angolo di 180°.
Anche il cloruro di berillio presenta forma lineare.
Nel metano i quattro atomi di idrogeno si disporrano come vertici di un tetraedro regolare con al centro l'atomo di carbonio. Gli angoli di legame risultano di 109,5° essendoci infatti quattro coppie di elettroni di legame, le repulsioni sono le stesse per tutti i legami.
Nell'ammoniaca invece si hanno tre coppie di elettroni di legame ed una lone pair, la repulsione lone pair-coppia di legame è maggiore di quella tra le coppie di legame, il tetraedro non è quindi regolare e l'angolo H-N-H diventa di 107,3°. 
Infine nell'acqua si hanno due coppie solitarie e due coppie di legame, l'angolo H-O-H è di 104°.